# Kurt Elimä
Kurt Sigvard Elimä, född 24 augusti 1939 i Korpilombolo församling, död 28 mars 2024 i Gällivare, var en svensk backhoppare.
Elimä var näst äldst i syskonskaran om 12 barn. Hans bror Lennart Elimä var även han en duktig backhoppare. Han började sin karriär i Koskullskulle utanför Gällivare, och tävlade för Koskullskulle AIF samt Malmbergets AIF och även en sejour i IFK Kiruna. Under OS representerade han Malmbergets AIF 1964 och IFK Kiruna 1968. Han blev aktiv i Koskullskulle AIF under flera år efter att han avslutat sin aktiva karriär, och även tävlade för dom många år i olika veteranmästerskap
Elimä blev svensk mästare i backhoppning 1963-1965 samt 1967 och 1969. Han deltog i två olympiska spel. I sin första olympiad tävlade han för Malmbergets AIF och slutade sjua i de individuella tävlingarna i liten backe och blev därmed bästa svensk i olympiska spelen 1964 i Innsbruck, han slutade även på 29:e plats i stora backen. I Grenoble under olympiska spelen 1968 tävlade Kurt Elimä för IFK Kiruna, där slutade han på 37:e plats i både lilla backen som i stora backen
Elimäs bästa placeringar i internationella tävlingar var som 3:a i Garmisch Partenkirschen 1964, 4:a i i Bischofshofen i Österrike 1966 och 2:a i Schweiziska Backhopparveckan 1967. På senare år tog han även ett antal medaljer på veteran-VM.
År 1969 fick han Stora Grabbars Märke. Elimä utnämndes åren 1963-1965 till årets idrottare i Norrbotten.